# Cathorops agassizii
Cathorops agassizii é uma espécie de peixes da família Ariidae no ordem dos Siluriformes.

## Morfologia
Podem alcançar até 32 cm de longitude total. Apresenta dimorfismo sexual.

## Hábitat
É comum em estuários, lagoas e rios costeiros. É demersal.

## Distribução geográfica
Se encontram na América do Sul: desde a Guiana Francesa, para o norte e nordeste do Brasil nos estados do Pará, Maranhão, Alagoas e Sergipe. no Brasil.